# Lavender Haze
Lavender Haze és una cançó de la cantautora estatunidenca Taylor Swift, part del desé àlbum d'estudi de Swift, Midnights, que es va publicar el 21 d'octubre de 2022 a través de Republic Records. Com a primer tema de l'àlbum, la cançó va ser escrita per Swift, Jack Antonoff, Jahaan Sweet, Sounwave, Zoë Kravitz i Sam Dew, els primers quatre a més la van produir amb Braxton Cook. Antonoff i Kravitz també aporten veus de fons. El títol "Lavender Haze" fa referència a l'estat d'estar enamorat. És una cançó d'electropop amb influència de R&B i hip-hop sobre l'escrutini en línia i els tabloides als quals s'enfronten Swift i el seu xicot Joe Alwyn, i els rumors sobre la seua relació. Les lletres incorporen erotisme i fan referència al complex de santes i putes. Va assolir el segon lloc del Billboard Hot 100 dels Estats Units, només superat pel senzill principal de l'àlbum, "Anti-Hero", i va assolir el top 10 en 13 països més.

## Rerefons
La cantant va revelar que va sentir per primera vegada amb l'expressió "lavender haze" quan va veure l'episodi 12 de la temporada 2 de la sèrie de drama Mad Men. Aleshores es va intrigar pel seu significat i va descobrir el seu origen als anys cinquanta. Posteriorment, la cantant va veure paral·lelismes entre l'expressió i la seua relació amb l'actor britànic Joe Alwyn. Swift va explicar que la cançó es va inspirar específicament en la seua relació amb Alwyn. Per a Swift, el títol significava "una resplendor d'amor que ho engloba tot". Després de revelar el títol de la cançó com a part de la seua sèrie de TikTok "Midnight Mayhem" el 7 d'octubre de 2022, va entrar en més detalls explicant la lletra a les seues xarxes socials:
| «        | Per exemple, si estàs a la "lavender haze", això volia dir que estaves en aquesta resplendor amorosa que ho englobava tot, i vaig pensar que era molt bonic. I supose que, teòricament, quan estigues a la "Lavender Haze" faràs qualsevol cosa per quedar-te allà i no deixar que la gent et faça baixar d'aquest núvol. | » |
| — Swift, | |   |

La cançó va destacar quan es van revelar els crèdits de l'àlbum el 18 d'octubre, ja que comptava amb un conjunt variat de compositors, inclosa Zoë Kravitz, que havia estat amiga de Swift durant diversos anys abans de la col·laboració. Com a Easter Egg per a la cançó quan encara no s'havia anunciat el seu nom, Swift va presentar una "Lavender Edition" de Midnights després del llançament, disponible exclusivament a Target.
"Lavender Haze" és una cançó animada, pop i hip-hop, amb diferents "veus en capes i bateria sintetitzadora". Té una producció rítmica impulsada per un groove térbol, cor de falset, sintetitzadors modulars i cors de l'actriu i cantant Zoë Kravitz. És una cançó "emo-eròtica" de R&B sobre l'escrutini tabloide i els rumors en línia que s'enfronten Swift i Alwyn, i fa referència al complex de santes i putes. És una pista electropop impulsada per sintetitzadors amb influències R&B. Neil McCormick de The Telegraph va assenyalar "el falset funky semblant a Prince" al llarg de la cançó, il·lustrat per "veus de suport aguts" del productor Jack Antonoff. Swift aborda els rumors de matrimoni amb Alwyn, subratllant com el concepte ha quedat obsolet. Ella es refereix a les preguntes sobre la relació com a "vertiginoses" i complementa el menyspreu d'Alwyns de les consultes públiques sobre la seua relació. Líricament, la cançó es va comparar amb "Delicate" (2018) i "Call It What You Want" (2017).

## Resposta comercial
"Lavender Haze" va rebre més de 16,4 milions de reproduccions en les seues primeres 24 hores a Spotify a tot el món, convertint-se en el segon dia d'obertura d'una cançó més important de la història de la plataforma, darrere d'"Anti-Hero" també de Swift. Als Estats Units, "Lavender Haze" va debutar al número dos del Billboard Hot 100 amb 41,4 milions de reproduccions, 2.800 descàrregues digitals venudes i 2,4 milions d'audiència de reproducció. Swift es va convertir en el primer artista a ocupar simultàniament els 10 primers llocs de l'Hot 100; i el primer acte a ocupar simultàniament el top ten de les llistes Hot 100, Streaming Songs i Digital Songs. Midnights també es va convertir en el primer àlbum de la història que conté deu cançons entre les 10 millors.